# 一匙靈

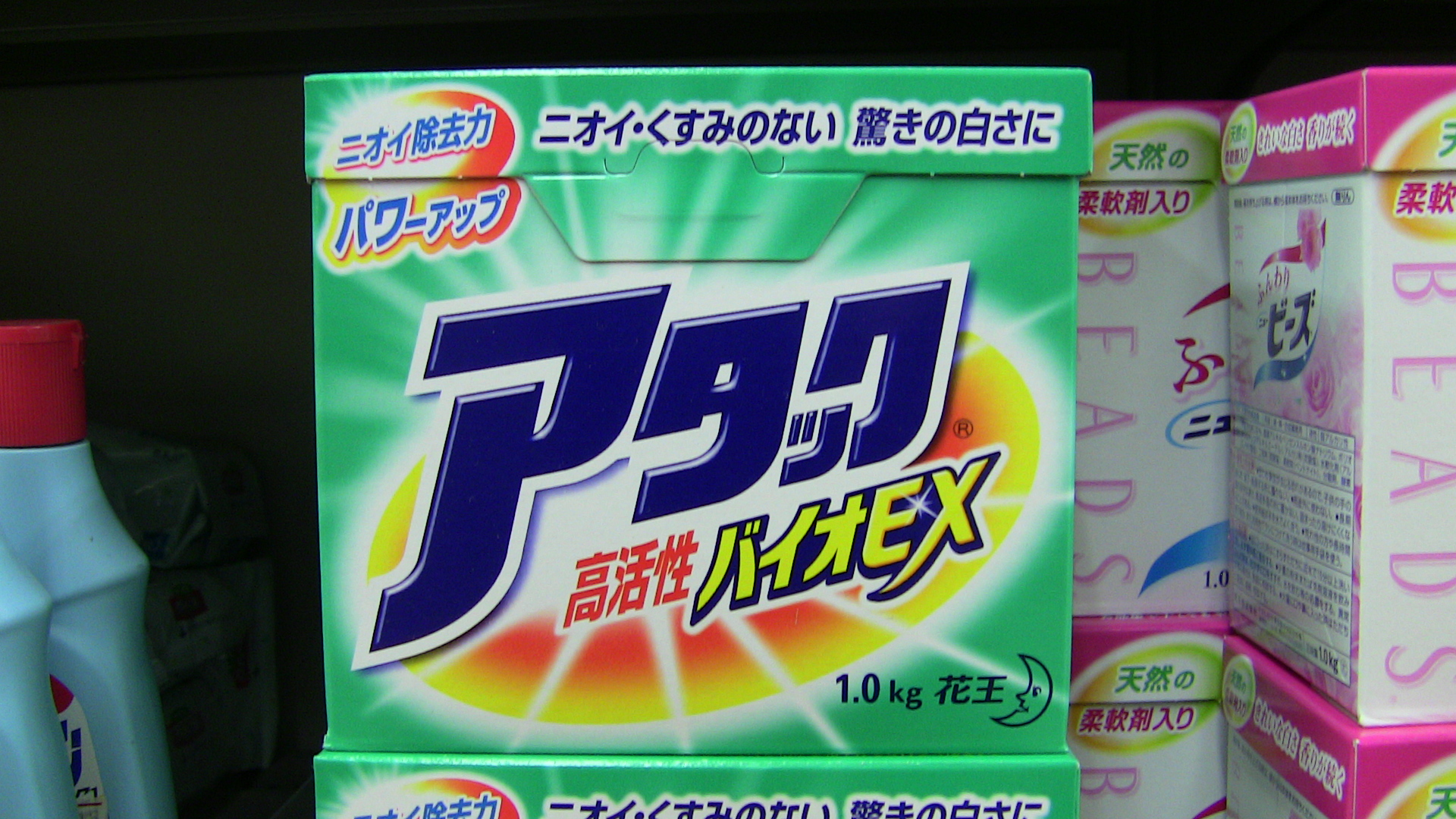

一匙靈（日语：アタック）是日本花王公司生產銷售的一款洗衣產品。和之前的同類產品相比，一匙靈的體積縮小了80%，重量縮小了62%，開啟了日本洗衣粉小型化歷程。一匙靈在1987年4月开始上市。